# Space Cowboys
Space Cowboys er en amerikansk science-fiction actionkomediefilm fra 2000 instrueret og produceret af Clint Eastwood, der også spiller en af de fire hovedroller. Desuden medvirker Tommy Lee Jones, Donald Sutherland og James Garner.

## Handling
En udtjent russisk kommunikationssatellit er på vej ud af sin bane, og NASA påtager sig ansvaret for at ordne situationen. Systemet ombord på satellitten er så gammeldags at ingen hos NASA forstår det, og de kontakter derfor den pensionerede Air Force-pilot og elektroingeniør Dr. Frank Corvin (Clint Eastwood), som udviklede styresystemet som satellitten har kopieret, om hjælp. Det sker selvom der har været en langvarig strid mellem ingeniør og projektleder Bob Gerson (James Cromwell). Et tilbageblik viser, at Corvins planer om at blive astronaut for 40 år siden blev ødelagt, da NASA blev dannet, hvilket førte til at Corvin og hans tre-mandshold blev erstattet af en chimpanse.
Corvin insisterer på, at han ikke har tid til oplære nogen i styresystemet, så han foreslår i stedet, at han selv fikser systemet, men han ønsker ikke at tage afsted uden sit gamle hold - team Daedalus. Holdet består af medlemmerne: Bygningsingeniør Jerry O'Neill (Donald Sutherland), en bjerg-og-bjergbanedesigner som også er en skørtejæger med et godt øje for det modsatte køn - til trods for tykke briller. Stuntpilot William 'Hawk' Hawkins (Tommy Lee Jones) og tidligere navigatør 'Tank' Sullivan (James Garner), som nu er præst i en baptistkirke.
Projektlederen føler, at han ikke har noget valg, og går derfor med til planen. Gersons intentioner er, at lade Corvin blive indtil de yngre astronauter er ajour med systemet. Men pressen får ganske hurtigt fat i historie, og de fire ældre mænd bliver kendisser, og de bliver til og med gæster på Tonight Show med Jay Leno. De bliver så populære, at Gerson bliver tvunget til at lade dem rejse ud i verdensrummet af USAs vicepræsident. I løbet af de medicinske test, kommer det frem at Hawk har kræft i bugspytkirtlen, og han får besked om, at han kun har otte måneder tilbage at leve i. Men på grund af opgavens vigtighed, og fordi han ikke kommer til at blive hæmmet af kræften, bliver han set på som flyvedygtig og kommer med på holdet.
Operationen gennemføres med to hold, et gammelt og et nyt. Da de får fat i satellitten, opdager de at det er en helt anden type end først antaget. I stedet for at være en kommunikationssatellit, er det en farlig relikvie fra den kolde krig, udstyret med atomraketter (noget russerne ikke fortalte). Holdet opdager også at styresystemet, som satellitten bruger (Skylab), blev stjålet af KGB fra Gersons personlige filer. De bestemmer sig for at bruge rumskibet Daedalus' ekstra raketter til at skyde satellitten bort fra Jordens bane og ud i det ydre rum.
Men så bestemmer Ethan Glance (Loren Dean), en af de yngre astronauter, sig for at følge Gersons hemmelige ordre, nemlig at flytte satellitten IKON til en stabil bane helt alene. Han kobler raketterne til og klarer ved et uheld at aktivere satellitten. Glance bliver også skadet under forsøget. Satellitten kolliderer med Daedalus og gør skade på rumskibet, samtidig med at det forbereder at affyre raketterne. Roger Hines (Courtney B. Vance), rumskibets pilot, blev alvorlig skadet i kollisionen, som fører til at de fire gamle astronauter må løse krisen de har havnet i.
Corvin og Hawkins deaktiverer først satellitten, så opdager de, at det er ikke nok raketter til at stabilisere satellittens bane. Efterhånden som tiden løber ud, improviserer de, og bestemmer sig for at lade satellittens egen styremotor sende den ud i rummet. Det er bare en hage med den planen: Nogen må rejse med satellitten for at affyre raketterne manuelt på det rigtige tidspunkt for at undgå at den finder vej tilbage til Jorden. Hawk melder sig frivilligt til at fuldføre selvmordsmissionen, og begrunder det med, at han er den bedste pilot på holdet og at han allerede er døende. Han styrer satellitten mod Månen, som var hans livs største ønske at besøge.
Faren er dog ikke ovre for holdet ombord på Daedalus. Rumskibets computer svarer ikke, styresystemet er skadet, og en motor lækker brændstof. NASAs kontrollører bestemmer, at skibet bør styres ind mod Jorden i en så lav bane som muligt, hvorefter holdet skal forlade skibet og lade det styrte ned i Atlanterhavet.
Corvin påbegynder en såkaldt de-orbit burn mens rumskibet flyver ind mod atmosfæren. Han klarer dette og flyver mod Florida. Han sætter Jerry til at kaste de unge og bevidstløse astronauter i faldskærm. Tank nægter at forlade skibet, og efter Jerry har sendt de unge afsted, er han af samme opfattelse som Tank, som påtager sig ansvaret at sagtne rumskibets fart. Corvin klarer til slut at udføre en perfekt landing på Kennedy Space Center, til trods for alle skaderne på Daedalus.
Filmen slutter med at Corvin og kone hans Barbara (Barbara Babcock), står ved et springvand midt om natten og ser op mod månen i håb om at Hawk nåede frem. Kameraet flytter sig til slut til månens overflade og går nærmere ind på Hawks lig som ligger op ad en sten i en siddende position, med fodspor som leder bort fra den russiske satellit og Jordens refleksion i hjelmen, mens Frank Sinatra afslutter filmen med at synge "Fly me to the moon".

## Medvirkende
- Clint Eastwood
- Tommy Lee Jones
- Donald Sutherland
- James Garner
- James Cromwell
- Marcia Gay Harden
- William Devane
- Loren Dean
- Courtney B. Vance
- Rade Šerbedžija
- Barbara Babcock
- Blair Brown
- Jay Leno
- Toby Stephens
- Eli Craig
- John Mallory Asher
- Matt McColm

## Ekstern henvisning
- Space Cowboys på Internet Movie Database (engelsk)
- Space Cowboys på Filmdatabasen
- Space Cowboys på Scope
- Space Cowboys i Svensk Filmdatabas (svensk)
- Space Cowboys på AlloCiné (fransk)
- Space Cowboys på MovieMeter (nederlandsk)
- Space Cowboys på AllMovie (engelsk)
- Space Cowboys hos American Film Institute (engelsk)
- Space Cowboys' profil hos Encyclopædia Britannica Online (engelsk)
- Space Cowboys på Turner Classic Movies (engelsk)